# Wes Foderingham
Wes Foderingham, właśc. Wesley Andrew Foderingham (ur. 14 stycznia 1991 w Londynie) – angielski piłkarz, grając na pozycji bramkarza w Rangers. Były reprezentant swojego kraju do lat 19. Jako młody zawodnik grał w Fulham, czy też Crystal Palace. Po wieloletnich wypożyczeniach podpisał stały kontrakt ze Swindon w 2012 roku i został pierwszym bramkarzem drużyny. W 2015 roku przeniósł się do Rangers.

## Sukcesy

### Klubowe
Swindon Town
- Mistrzostwo League Two (1x): 2011-12

### Indywidualne
- Najlepsza drużyna roku League Two (1x): 2012-13